# مطار ميكونوس
مطار ميكونوس مانتو مافوغينوس (إياتا: JMK، إيكاو: LGMK) هو المطار الدولي لجزيرة ميكونوس اليونانية، ويقع على بعد 4 كيلومترات من مدينة ميكونوس. يخدم الرحلات الجوية إلى الوجهات الحضرية المحلية والأوروبية نظرًا لكون الجزيرة وجهة ترفيهية شهيرة.

## تاريخ
تم تشغيل المطار لأول مرة في عام 1971.
خلال الموسم السياحي خارج الذروة، يكون للمطار اتصالات طيران وساعات عمل محدودة. من ناحية أخرى، خلال ذروة موسم صيف 2014، وجد أنه من الضروري الحد بشدة من نشاط الطيران العام، مما يسمح فقط بالتوقف الفني لمدة ساعتين. بالنسبة لصيف عام 2016، تقدم (NOTAM B0335 / 16) قيودًا مماثلة، ولكن حتى الآن توقف لمدة ساعة واحدة.
في ديسمبر 2015، تم الانتهاء من خصخصة مطار ميكونوس الدولي و 13 مطارًا إقليميًا آخر في اليونان بتوقيع الاتفاقية بين المشروع المشترك لمجموعة فرابورت إيه جي / كوبيلوزوس وصندوق الخصخصة الحكومي. وقال رئيس وكالة الخصخصة اليونانية ستيرغيوس بيتسيورلاس لرويترز «وقعنا الاتفاق اليوم.» وفقًا للاتفاقية، سيشغل المشروع المشترك 14 مطارًا (بما في ذلك مطار ميكونوس الدولي) لمدة 40 عامًا.
بدأت فرابورت في إدارة المطار اعتبارًا من 11 أبريل 2017. في 22 مارس 2017، قدمت «فرابورت-غريس» خطتها الرئيسية لـ 14 مطارًا إقليميًا بما في ذلك مطار ميكونوس. الإجراءات الفورية التي سيتم تنفيذها في المطارات بمجرد تولي فرابورت اليونان للعمليات قبل إطلاق موسم صيف 2017 تشمل التنظيف العام، وتقليل أوقات الانتظار لتسجيل الوصول وتقليل تأخير الرحلات، وتحديث المرافق الصحية وكذلك تحسين الخدمات وتقديم اتصال إنترنت مجاني جديد (WiFi).

## شركات الطيران والوجهات
| شركـات طيـران                   | الوجهات |
| ------------------------------- | --- |
| طيران إيجيان                    | مطار أثينا الدولي موسمي: مطار بن غوريون الدولي |
| Aeroitalia                      | موسمي: مطار أوريو أل سيريو (تبدأ في 6 يوليو 2023) |
| الخطوط الجوية الفرنسية          | موسمي: مطار باريس شارل ديغول |
| Animawings                      | موسمي: مطار هنري كواندا الدولي (تبدأ في 30 يونيو 2023) |
| خطوط أركيا                      | موسمي: مطار بن غوريون الدولي |
| الخطوط الجوية النمساوية         | موسمي: مطار فيينا الدولي |
| Bluebird Airways                | موسمي: مطار بن غوريون الدولي |
| الخطوط الجوية البريطانية        | موسمي: مطار لندن سيتي، مطار غاتويك، مطار لندن هيثرو |
| Cyprus Airways                  | موسمي: مطار لارنكا الدولي |
| إيزي جيت                        | موسمي: مطار سخيبول أمستردام (تبدأ في 28 يونيو 2023)، مطار بازل ميلوز فريبورغ الأوروبي، مطار بريستول، مطار جنيف الدولي، مطار غاتويك، مطار لندن لوتن، مطار ليون سانت إكسوبيري، مطار مانشستر، مطار مالبينسا، مطار نابولي، مطار نيس كوت دازور، مطار باريس شارل ديغول، مطار باريس أورلي، مطار البندقية ماركو بولو |
| إديلويس إير                     | موسمي: مطار زيورخ الدولي |
| الاتحاد للطيران                 | موسمي: مطار أبو ظبي الدولي |
| يورو وينجز                      | موسمي: مطار دوسلدورف الدولي، مطار هامبورغ، مطار فاكلاف هافيل الدولي، مطار ستوكهولم أرلاندا، مطار شتوتغارت الدولي |
| Eurowings Discover              | موسمي: مطار فرانكفورت مطار ميونخ الدولي |
| فلاي دبي                        | موسمي: مطار دبي الدولي |
| طيران ناس                       | موسمي: مطار الملك خالد الدولي |
| طيران الخليج                    | موسمي: مطار البحرين الدولي |
| Iberia Express                  | موسمي: مطار مدريد باراخاس الدولي |
| جيت تو دوت كوم                  | موسمي: مطار مانشستر |
| الخطوط الجوية الكويتية          | موسمي: مطار الكويت الدولي |
| لوفتهانزا                       | موسمي: مطار فرانكفورت، مطار ميونخ الدولي |
| لوكس إير                        | موسمي: مطار لوكسمبورغ |
| طيران الشرق الأوسط              | موسمي عارض: مطار بيروت رفيق الحريري الدولي |
| نيوس (شركة طيران)               | موسمي: مطار بولونيا، مطار مالبينسا، مطار ليوناردو دا فينشي، Verona |
| آير شاتل النرويجية              | موسمي: مطار ستوكهولم أرلاندا |
| Olympic Air                     | موسمي: Thessaloniki |
| الخطوط الجوية القطرية           | موسمي: مطار حمد الدولي |
| رايان إير                       | موسمي: مطار بولونيا، مطار بودابست فرانز ليست الدولي، مطار نابولي، Paphos، مطار فيينا الدولي |
| الخطوط السعودية                 | موسمي: مطار الملك خالد الدولي |
| الخطوط الجوية الإسكندنافية      | موسمي: مطار ستوكهولم أرلاندا |
| Sky Express ‏                    | مطار أثينا الدولي موسمي: Thessaloniki |
| الخطوط الجوية الدولية السويسرية | موسمي: مطار جنيف الدولي، مطار زيورخ الدولي |
| ترانسافيا                       | موسمي: مطار سخيبول أمستردام، مطار باريس أورلي |
| توي فلاي بلجيكا                 | موسمي: مطار بروكسل الدولي |
| فولوتيا                         | موسمي: مطار أثينا الدولي، مطار باري كارل فويتيالا ‏، مطار مارسيليا، مطار نانت، مطار نابولي، مطار البندقية ماركو بولو |
| خطوط فيولينغ الجوية             | موسمي: مطار برشلونة الدولي، مطار ليوناردو دا فينشي |
| ويز للطيران                     | موسمي: مطار هنري كواندا الدولي، مطار كاتانيا-فونتاناروسا، مطار نابولي، مطار ليوناردو دا فينشي، مطار بن غوريون الدولي، مطار البندقية ماركو بولو |

## أرقام المرور
يتم الحصول على بيانات حركة الركاب السنوية من هيئة الطيران المدني اليونانية (CAA) حتى عام 2016 ومن عام 2017 وما بعده من الموقع الرسمي للمطار.

## النقل البري
تستغرق مدة الانتقال من المدينة إلى المطار حوالي 10 دقائق.
يتم توفير خدمة حافلات الترانزيت بين المطار ومدينة ميكونوس (خورا) ووجهات أخرى (فقط خلال موسم الصيف).
بواسطة السيارة: يقع مطار ميكونوس 3.5 على بعد كيلومتر من مدينة ميكونوس (تشورا) ويمكن الوصول إليها بسهولة عبر طريق مقاطعة ميكونوس. تستغرق الرحلة من وإلى وسط المدينة حوالي 10 دقائق. Ornos و Psarrou و Platis Gialos 3.5 كم من المطار وتستغرق الرحلة من المطار حوالي 10-15 دقيقة.
بسيارة الأجرة : تتوفر خدمة سيارات الأجرة على مدار الساعة طوال أيام الأسبوع خارج مبنى مبنى الركاب بمطار ميكونوس. تستغرق الرحلة من المطار إلى مدينة ميكونوس (تشورا) حوالي 10 دقائق.

## روابط خارجية
- الموقع الرسمي
- معلومات المطار

قالب:Airports in Greece